# منتدى المسلمين المحافظين
منتدى المسلمين المحافظين (بالإنجليزية: Conservative Muslim Forum) هي مجموعة داخل حزب المحافظين البريطاني. يهدف إلى زيادة معرفة وفهم حزب المحافظين للقضايا والظروف التي لها صلة خاصة بالمجتمعات المسلمة وتطوير الاستجابات المناسبة. كما يسعى إلى زيادة الدعم لحزب المحافظين داخل المجتمع المسلم. يجوز لأي شخص مؤهل للتصويت في الانتخابات البريطانية العامة أو المحلية بغض النظر عن العرق أو اللون أو العقيدة أن يصبح عضوًا في منتدى المسلمين المحافظين. لكن من الضروري للشخص الذي يتقدم بطلب لعضوية منتدى المسلمين المحافظين أن يكون عضوًا حاليًا في حزب المحافظين أو يتقدم بطلب للحصول على هذه العضوية في وقت واحد.
أسس محمد شيخ منتدى المسلمين المحافظين عام 2005. عمل شيخ كرئيس لمنتدى المحافظين المسلمين حتى عام 2014 عندما أصبح نائب الرئيس محمد أمين رئيسًا لمجلس الإدارة الجديد. استمر محمد أمين كرئيس مجلس الإدارة حتى يونيو 2019 عندما طُرد من منتدى المحافظين المسلمين بعد انتقاده العلني القوي لـ «النزاهة الأخلاقية» لبوريس جونسون. أعضاء اللجنة التنفيذية مدرجون على موقع المنتدى الإسلامي المحافظ.

## سياسات
يحتوي منتدى المسلمين المحافظين على صفحة على موقعه على الإنترنت توضح «منهجه في المواقف السياسية». يخبر القراء أن مراجعة صفحات موقع المنتدى «ستظهر عددًا قليلاً جدًا من الذين لديهم أي جوانب سياسية. سترى أيضًا ذلك أولئك الذين يتطرقون إلى المسائل السياسية يسعون إلى التوافق مع سياسة حزب المحافظين».
على الرغم مما سبق فإن منتدى المسلمين المحافظين يدعم حق الذبح الحلال والطعام اليهودي، وأن ارتداء النقاب والبرقع لا ينبغي أن تحظره الدولة إلا في الحالات التي تنطبق فيها اعتبارات خاصة مثل الأمن.
عندما أعلنت حكومة المملكة المتحدة نتائج مراجعتها لاستراتيجية «بريفينت»، أصدر منتدى المسلمين المحافظين بيانًا يدعم استنتاجات المراجعة.
يشجع منتدى المسلمين المحافظين «المسلمين على المشاركة مع جميع المنظمات التي توفر فرصة لخدمة مجتمعنا» ولديه روابط لمواقع تجنيد الجيش وسلاح الجو الملكي والبحرية الملكية على موقعه الخاص على الإنترنت.
في يونيو 2018 اتهم المنتدى الإسلامي المحافظ حزب المحافظين بالفشل في اتخاذ إجراء بشأن الإسلاموفوبيا وانضم إلى الدعوات التي أطلقها المجلس الإسلامي من أجل بريطانيا لإجراء تحقيق مستقل في هذه القضية. بالإضافة إلى ذلك حث 350 مسجدًا و11 منظمة جامعة في جميع أنحاء المملكة المتحدة المحافظين على بدء تحقيق داخلي في مزاعم الإسلاموفوبيا.

## الجدل البرلماني
في 23 فبراير 2015 عقد مجلس العموم قاعة وستمنستر ردًا على مناقشة عريضة إلكترونية مع فيليب هولوبون النائب المحافظ عن حركة كيترينج «أن هذا المجلس نظر في الالتماس الإلكتروني المتعلق بإنهاء الذبح غير الصاعق للترويج الرفق بالحيوان.» خلال المناظرة في الساعة 5.35 مساءً، ذكر ريتشارد هارينغون النائب المحافظ عن واتفورد، أن هناك عريضة إلكترونية مضادة: «ومع ذلك فإن رئيس منتدى المسلمين المحافظين محمد أمين قدم عريضة مضادة بعنوان» حماية الذبح الديني في المملكة المتحدة والاتحاد الأوروبي «، الذي حصل على 125.000 توقيع».

## النقد
في عام 2007 انتقد بعض المعلقين منتدى المسلمين المحافظين: زعمت المنظمة أن العلاقات البريطانية مع إسرائيل يمكن أن «تضر بعلاقات بريطانيا مع 1.5 مليار مسلم في جميع أنحاء العالم، بما في ذلك في بريطانيا»، ودعت الحزب إلى أن يكون أكثر تعاطفًا مع إيران النووية.
قالت ميلاني فيليبس كاتبة عمود في صحيفة ديلي ميل ومجلة ذا سبيكتاتور عن تقريرها بعنوان عالم غير هادئ: رد أن «الورقة الأخيرة التي كتبها للمحافظين من قبل المنتدى الإسلامي المحافظ وثيقة مقلقة للغاية. تم إعدادها لتقديم حوار مع مسلمي بريطانيا وتقديم المشورة بشأن التصدي للتطرف الإسلامي، أظهرت الجماعة بشكل محبط أنها تشارك العديد من المواقف العدائية ثقافيًا التي تقود هذا التطرف».
انتقدت نايل غاردينر في صحيفة ناشيونال ريفيو أونلاين نفس التقرير، مشيرة إلى أنه "يرضي التطرف الإسلامي علانية". وقال غاردينر في نفس المقال إن "إنشاء منتدى المسلمين المحافظين هو مغازلة خطيرة للتطرف الإسلامي يجب أن ينتهي". ميلر في جريدة بروكسل جورنال قد لاحظ أن "الشكل الراديكالي للإسلام آخذ في الازدياد في بريطانيا. يتم تسهيله من خلال المحاكم الشرعية، وفي رأيي الشخصي، من خلال منتدى المسلمين المحافظين.